# Bestwishes
Bestwishes es el segundo álbum recopilatorio oficial de la banda finlandesa Nightwish, lanzado únicamente en Japón, es una compilación de los álbumes de Angels Fall First, Oceanborn, Wishmaster, Century Child y el EP de Over the Hills and Far Away.

## Canciones
1. Stargazers
2. The Kinslayer
3. She Is My Sin
4. Ever Dream
5. Come Cover Me
6. Know Why The Nightingale Sings
7. Bless the Child
8. End Of All Hope
9. The Riddler
10. Sleepwalker (Original)
11. Crownless
12. Sacrament of Wilderness
13. Walking in the Air
14. Beauty And The Beast
15. Wishmaster
16. Over The Hills And Far Away
17. Sleeping Sun

- Datos: Q2263530